# Cantonul Valréas
Cantonul Valréas este un canton din arondismentul Avignon, departamentul Vaucluse, regiunea Provence-Alpes-Côte d'Azur, Franța.

## Comune
- Grillon
- Richerenches, (Richerenche)
- Valréas (reședință)
- Visan